# بیتا بادران
بیتا بادران (متولد ۱۶ مرداد ۱۳۵۴) بازیگر اهل ایران است که به خاطر بازی در فیلم‌های آژانس شیشه‌ای و دلشکسته شهرت یافت.

## زندگی‌نامه
او فراگیری بازیگری را در حوزه هنری سازمان تبلیغات اسلامی اراک در سال ۱۳۷۱ آغاز کرد و سابقهٔ شرکت در کارگاه آزاد بازیگری زیر نظر امین تارخ در سال ۱۳۷۹ را دارد. شروع فعالیت سینمایی بادران با بازی در فیلم آژانس شیشه‌ای ساخته (ابراهیم حاتمی کیا) در سال ۱۳۷۶ بود.

## فیلم‌شناسی

### سینمایی
- آژانس شیشه‌ای، ابراهیم حاتمی‌کیا، (۱۳۷۶)
- بودن یا نبودن، کیانوش عیاری، (۱۳۷۷)
- من و نگین دات کام، حسین قناعت، (۱۳۸۲)
- تله روباه، علیرضا اسحاقی، (۱۳۸۵)
- دل شکسته، علی رویین‌تن، (۱۳۸۶)
- زمهریر، علی رویین‌تن، (۱۳۸۸)
- سمفونی تولد، محمد پرویزی، (۱۳۹۵)
- دم سرد، عباس رزیجی، (۱۳۹۵)
- زیر نور کم، محمد پرویزی، (۱۳۹۹)

### مجموعه تلویزیونی
- برگ سبز (نیمه شب و سوسک‌ها)، محمد اوزی
- روشنایی‌های شهر، مسعود کرامتی، (۱۳۸۳)
- تله‌فیلم «دنده معکوس»، حسن فتحی، (نوروز ۸۹)
- عملیات فوق سری (امیر قویدل و حسن فرحی) ۱۳۷۵
- پدر خاک (نادر کجوری) ۱۳۸۰–۱۳۷۹
- افسون (سید جواد هاشمی) ۱۳۸۱
- باران عشق (احمد امینی) ۱۳۸۱

### تئاتر
- پشت شمشادها، علی رویین‌تن، (۱۳۸۳)

## جوایز
- سیمرغ بلورین بهترین بازیگر نقش دوم زن جشنواره فیلم فجر برای بازی در فیلم آژانس شیشه‌ای
- بهترین بازیگر زن در جشنواره جام جم[نیازمند منبع]